# Camille Lemonniermuseum
Het Camille Lemonniermuseum (Frans: Musée Camille Lemonnier) is een museum in Elsene in het Brussels Hoofdstedelijk Gewest. Het museum is genoemd naar de Franstalige Belgische schrijver Camille Lemonnier die aan nr. 25 in de Meerstraat (rue du Lac) in Elsene woonde en werkte.

## Beschrijving
In 1997 werd het museum geopend in een herenhuis gelegen aan de Waversesteenweg nr. 150, te 1050 Brussel, dat in 1889 voor baron Oscar Jolly was gebouwd, en al sinds 1924 in het bezit was van de gemeente Elsene tot het werd overgekocht door de Franse Gemeenschap (Communauté française de Belgique). L'Association des écrivains belges de langue française (Vereniging van Belgische Franstalige schrijvers) heeft hier sinds 1946 onderdak gevonden door toedoen van Eugène Flagey, toenmalig burgemeester van Elsene.
In het museum is onder meer het werk van Lemonnier als schrijver aan de orde. In het 19e-eeuwse herenhuis is de werkkamer van Lemonnier, die hij had toen hij aan de Meerstraat nr. 25 woonde, op aangeven van zijn dochter Marie nagebouwd in de staat zoals hij die achterliet bij zijn overlijden. 

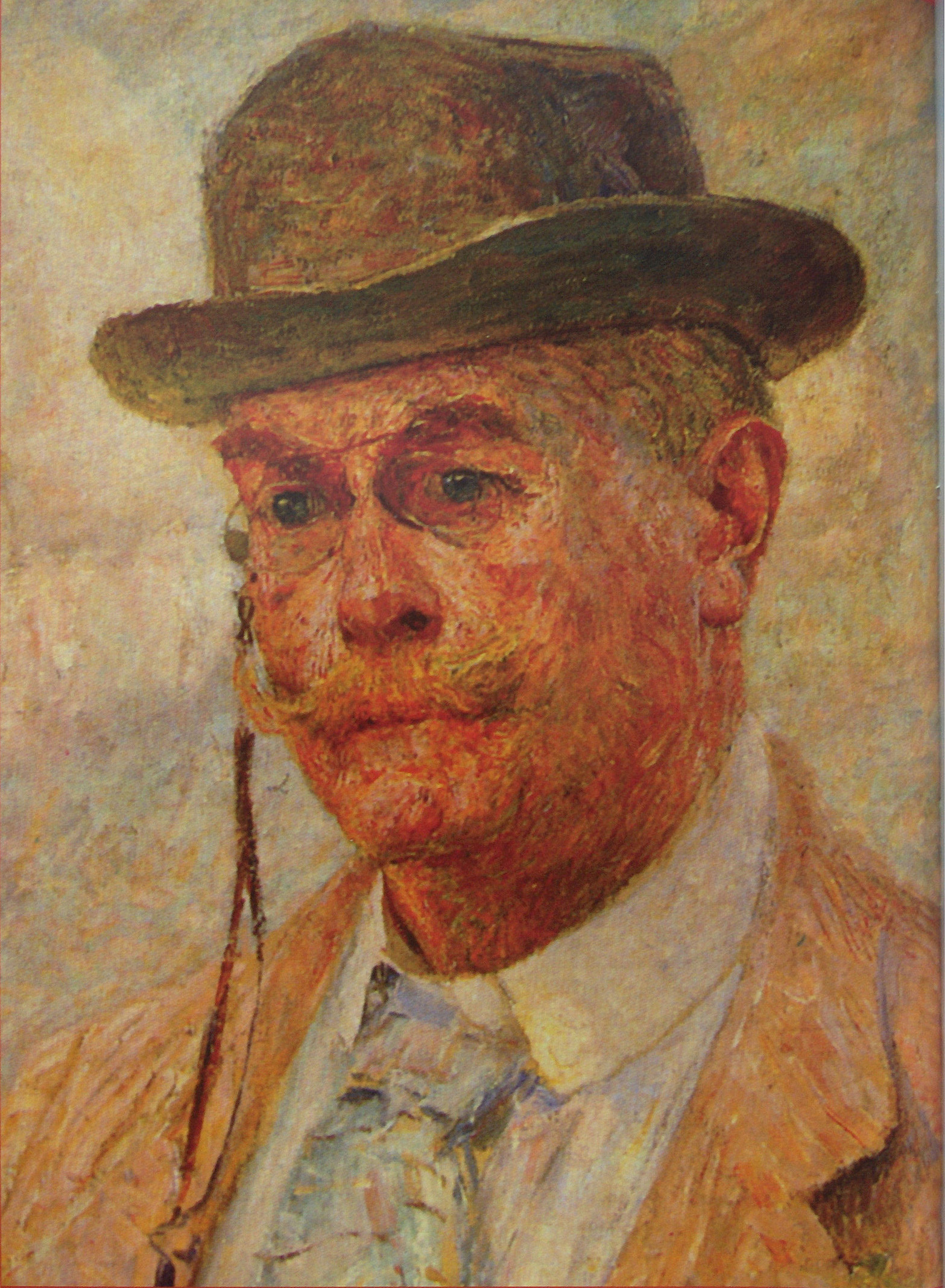
Detail van het Portret van Camille Lemonnier door Emile Claus

Verder is het museum in het bezit van een groot aantal schilderijen uit de nalatenschap van Lemonnier, die hij door zijn veelvuldige contacten in kunstenaarskringen in de loop der jaren had verworven. Naast een portret gemaakt door Van Strijdonck en een portret van Lemonnier door Emile Claus, waarvan in dit artikel slechts een detail afgebeeld staat, zijn er werken te zien van o.a. Théodore Baron, Adrien-Joseph Heymans, Théo Van Rijsselberghe, Juliette Wytsman en Rodolphe Wytsman. Ook hangt er werk van zijn dochter Louise in het museum. 
Zijn andere dochter, Marie, schonk de huidige kunstverzameling na haar dood aan de gemeente Elsene.
Lemonnier verzamelde niet alleen schilderijen, maar ook bijvoorbeeld illustraties, zoals in het museum te zien zijn van James Ensor, Fernand Khnopff en Xavier Mellery. Verder toont het beelden uit zijn nalatenschap van kunstenaars als Jef Lambeaux ("Buste van Camille Lemonnier"), Auguste Rodin (een gipsversie van "L'Éternel printemps") en Charles Vanderstappen.

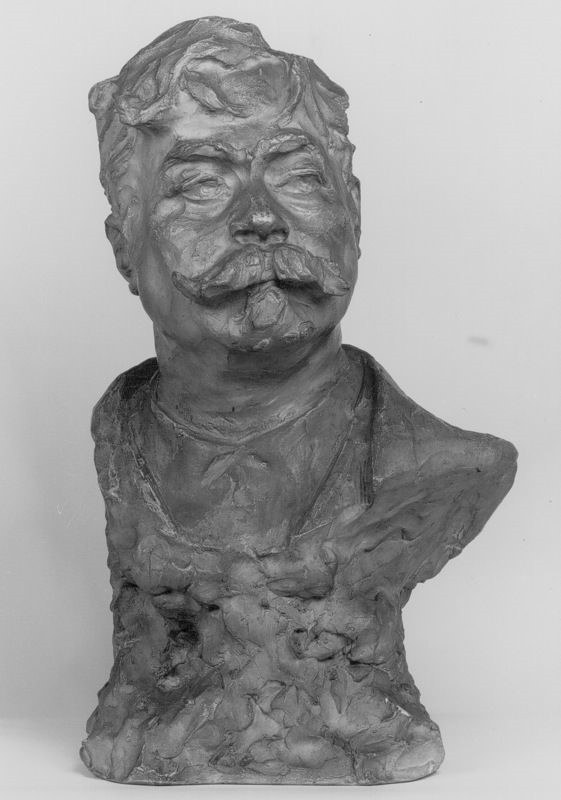
"Buste van Camille Lemonnier" door Jef LAMBEAUX (1852-1908) - Camille Lemonnier-museum